# Сан Висенте дел Орс
Сан Висенте дел Орс (шп. San Vicente dels Horts) град је у Шпанији у аутономној заједници Каталонија у покрајини Барселона. Према процени из 2017. у граду је живело 27 961 становника.

## Становништво
Према процени, у граду је 2017. живело 27 961 становника.
| 1960. | 1990.  | 2007.  | 2011.  | 2017.  |
| ----- | ------ | ------ | ------ | ------ |
| 5.750 | 21.107 | 27.106 | 28.137 | 27.961 |

## Партнерски градови
- Banes